# HK Topoľčany
L'Hádzanársky klub Topoľčany è una squadra di pallamano maschile slovacca con sede a Topoľčany.

## Palmarès
- Campionato slovacco di pallamano maschile: 3
  - 1994-95, 1995-96, 1997-98.